# Kee Marcello
Kee Marcello, seudónimo de Kjell Hilding Lövbom (Ludvika, Suecia, 20 de febrero de 1960) es un músico sueco, más conocido como el guitarrista de la banda de hard rock de su país Europe, con la cual colaboró en su época más exitosa (1986-1992). 
Actualmente trabaja con su proyecto en solitario, Kee Marcello's K2 y también con su número de acto glam rock Easy Action.

## Biografía
A través de los años, Marcello tocó en varias bandas como Stetson Cody Group, Norbom Hilke y Noice, antes de formar Easy Action en 1983. Con ellos grabó dos álbumes, Easy Action y That Makes One, para posteriormente abandonar la banda en noviembre de 1986 e integrarseen Europe, reemplazando al guitarrista original John Norum, quien se retiró por diferencias musicales.
Marcello ya había participado con el vocalista Joey Tempest en su sencillo "Give A Helpin' Hand" para el proyecto de caridad sueco Swedish Metal Aid, donde hicieron amistad. 
Aunque no grabó en el estudio ninguna canción del célebre álbum The Final Countdown (1986) , participó en la mayor parte de la gira que lo promocionó en el transcurso de 1987 y filmó con la banda tres de los cuatro videoclips que lo acompañaron, por lo que gozó la mejor época en la fama y reconocimiento de Europe. 
Marcello publicó en total dos discos con dicha agrupación: Out of This World (1988) y Prisoners in Paradise (1991); después de ello, Europe se tomó un largo descanso en 1992.
En 1993 Marcello y el baterista de Easy Action, Freddie Von Gerber, colaboraron con la banda Red Fun y lanzaron un álbum homónimo que presentó un sonido de metal melódico, con influencias de blues pesado. 
En 1995, Marcello publicó su primer álbum en solitario Shine On, el cual tuvo una influencia de sonido muy californiana, similar a The Eagles. En 1999, hizo una aparición especial en el álbum de In Flames, titulado Colony, contribuyendo con la segunda guitarra en la canción "Coerced Coexistence".
En 2003, fundó la banda Kee Marcello's K2 y lanzó su disco Melon Demon Divine. Cuando sus antiguos compañeros de Europe se reunieron con John Norum más tarde ese mismo año, Marcello decidió no formar parte de la reunión como un segundo guitarrista, aspecto que desilusionó a muchos fanes. "Yo les dije que no quería participar en un (nuevo) álbum de estudio porque musicalmente, quiero ir en un tipo dirección diferente que la que exhibe Europe”, manifestó en una entrevista. “Entonces hablamos por algún tiempo de hacer un tour de seis piezas – no hubo forma por diferentes razones”.
Easy Action se reunió para una presentación en el Sweden Rock Festival en 2006 y actualmente se encuentran trabajando en un nuevo álbum de estudio Mientras tanto, . Kee Marcello's K2 comenzó su tour europeo en noviembre de 2009, con un nuevo álbum lanzado en febrero de 2010.

## Discografía

### Álbumes
- Stetson Cody Group - Rikskonserters Jazz/Rock 1978 (1978)
- Noice - Europa (1982)
- Easy Action - Easy Action (1983)
- Easy Action - That Makes One (1986)
- Mikael Rickfors - Rickfors (1986)
- Europe - Out of This World (1988)
- Europe - Prisoners in Paradise (1991)
- Torben Schmidt - A Bit On The Side (1991)
- Ulf Wakenius featuring Kee Marcello - Back To The Roots (1992)
- Red Fun - Red Fun (1993)
- Kee Marcello - Shine On (1995)
- Mikael Rickfors - Happy Man Don't Kill (1997)
- Kee Marcello's K2 - Melon Demon Divine (2003)
- Redux ;Europe (Europe re recorded songs) 2013
- Redux; Shine on (Shine on record recorded) 2013
- Kee of Hearts (con Tommy Heart de Fair Warning) 2017